# Emmanuel Soy
Emmanuel Soy, nom de plume de Julie-Marie Pénard, épouse Eugène Godfrin, né le 24 septembre 1887 à Montluel  et morte le 1er juillet 1968 à Caluire-et-Cuire, est une romancière française.
Elle est inhumée au cimetière de Montluel.

## Œuvres
- La Dame aux yeux baissés, 1929
- Le Fils de roi passa, Collection La Frégate, no 4, Maison de la bonne presse, 1946
- Quand on n'a pas ce que l'on aime, ?1953